# Thỏ Chinchilla

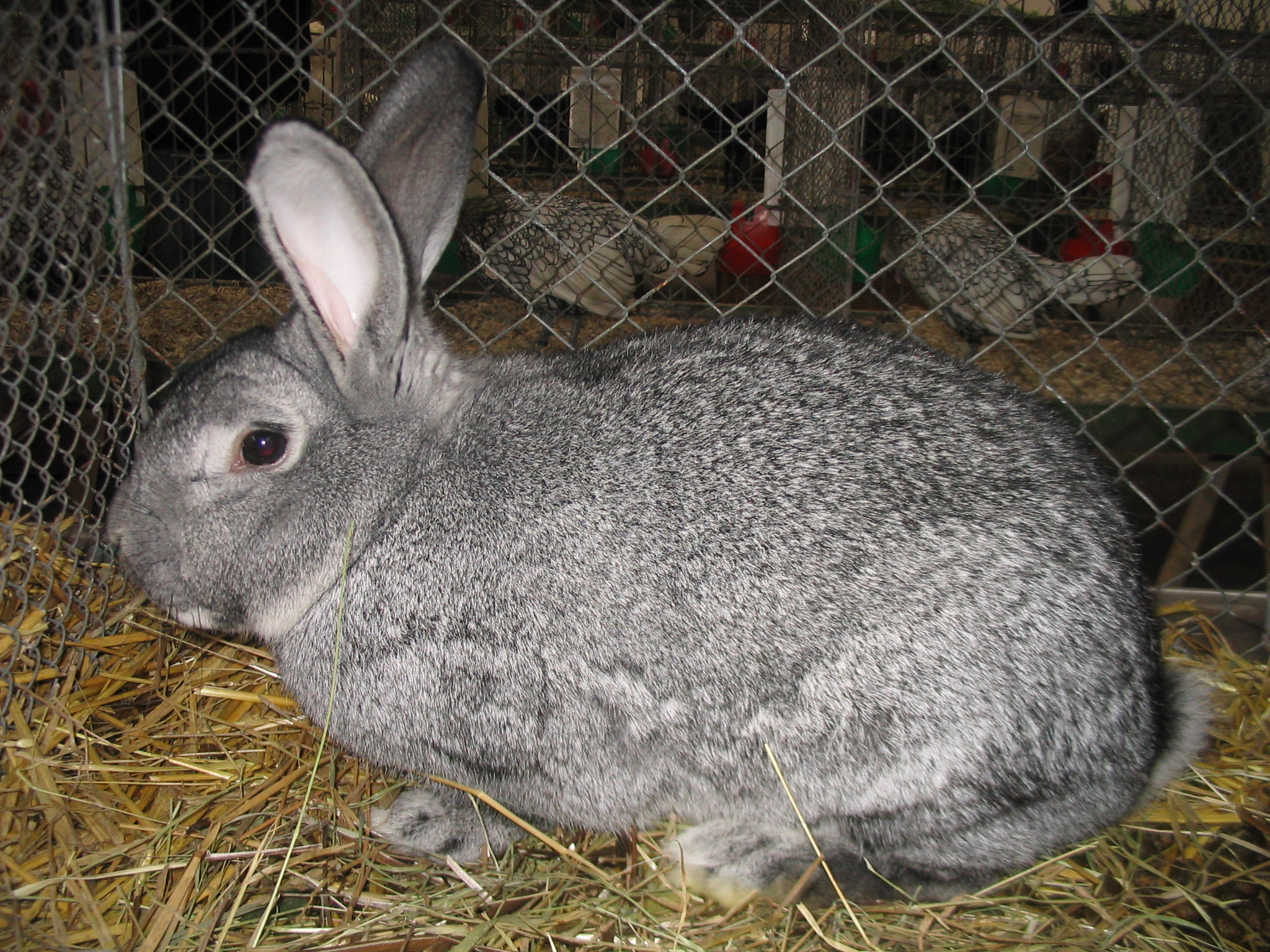
Một con thỏ Chichinla

Thỏ Chinchilla là một giống thỏ nhà có nguồn gốc từ Chinchilla và lần đầu tiên được trình diễn tại Pháp 1913 bởi J.J. Dybowski. 

## Đặc điểm
Chúng được tạo ra từ thỏ rừng và 2 giống Blue Beverens và thỏ Himalaya được xem như là giống thỏ cho len. Giống thỏ này có 2 dòng một có trọng lượng 4,5 – 5 kg (Chinchilla giganta) và dòng kia 2 – 2,5 kg lúc trưởng thành. Giống thỏ này đẻ trung bình mỗi lứa từ 6 – tám con có khả năng thích nghi với các điều kiện chăn nuôi khác nhau. Thỏ có lông màu xanh, lông đuôi trắng pha lẫn xanh đen, bụng màu trắng xám đen.